# Leptochiton binghami
Leptochiton binghami är en blötdjursart som först beskrevs av David R. Boone 1928.  Leptochiton binghami ingår i släktet Leptochiton och familjen Leptochitonidae. Inga underarter finns listade i Catalogue of Life.